# Barbara Kaudelka

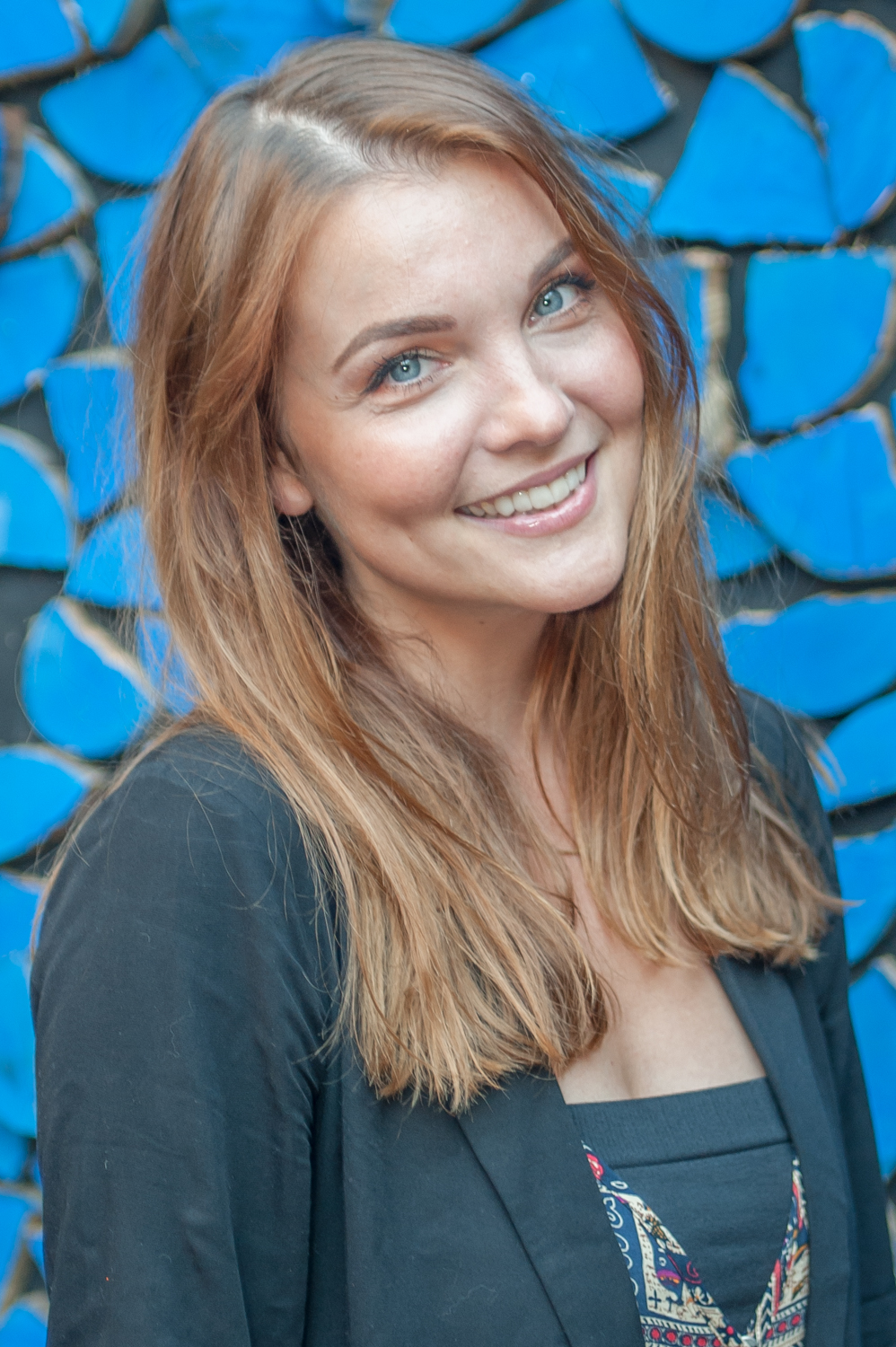
Barbara Kaudelka 2016

Barbara Kaudelka (* 27. Februar 1981 in Wien) ist eine österreichische Schauspielerin und Sprecherin.

## Leben
Barbara Kaudelka wurde in Wien geboren und wuchs dort und in Weißenkirchen in der Wachau auf. Nach der Matura 1999 studierte sie Geschichte und Publizistik und arbeitete zunächst als freie Journalistin u. a. bei diversen nationalen Medien, unter anderem der NÖN-Krems. 2002 begann sie ihr Schauspielstudium am Konservatorium der Stadt Wien, das sie 2006 abschloss.

## Karriere
Es folgten Engagements am Theater, unter anderem am Theater der Jugend und am Ensemble Theater Wien, sowie erste Rollen in nationalen und internationalen TV- und Filmproduktionen wie SOKO Donau, Unser Charly, Auf Wolke 7 und Katharsis.
2007 war sie in der Daily Soap Mitten im 8en in der durchgehenden Hauptrolle der Lisa Moizi zu sehen. 2008 spielt sie bei den Maria Enzersdorfer Festspielen in Der Talisman von Johann Nestroy die Gänsehüterin Salome Pockerl. 2009 wurde sie ans Theater Scala engagiert, um in Shakespeares Drama Hamlet als Ophelia auf der Bühne zu stehen. Im selben Sommer, wieder im Rahmen der Nestroy-Festspiele Maria Enzersdorf, gab sie die Thekla im Mädl aus der Vorstadt unter der Regie von  Elfriede Ott.
Des Weiteren war Barbara Kaudelka in der vom ORF und Sat.1 produzierten Krimikomödie Tante Herthas Rindsrouladen an der Seite von Robert Palfrader, Henning Baum und Janine Kunze zu sehen. Es folgte die ORF/Sat1-Produktion Molly & Mops und unter der Regie von Leopold Bauer wirkte Kaudelka auch in der zweiten und dritten Staffel der Serie Die Lottosieger mit. Im Frühjahr 2012 wurde der Sat1/ORF-Thriller Verfolgt – Der kleine Zeuge ausgestrahlt, in dem sie neben Fritz Karl, Marie Zielcke u. a. zu sehen war. In der österreichischen Kinofilmproduktion Zweisitzrakete war Kaudelka unter der Regie von Hans Hofer neben Manuel Rubey, Simon Schwarz und Mirjam Weichselbraun zu sehen.
2013 gab Kaudelka ihr US-Filmdebüt und stand an der Seite von Hollywoodstar Piper Perabo und James-Bond-Bösewicht Simon Kassianides für die Emmy-nominierte US-Serie Covert Affairs vor der Kamera.
Im selben Jahr spielte sie in der ORF Thriller-Serie Janus unter der Regie von Andreas Kopriva und an der Seite von Franziska Weisz, Andreas Kiendl, Morteza Tavakoli, Christopher Schärf u. v. m. die Assistentin des forensischen Psychologen Leo Benedikt (Alexander Pschill).

## Filmografie (Auswahl)
- 2007: Mitten im 8en
- 2010: Küsse, Schüsse, Rindsrouladen
- 2012: Verfolgt – Der kleine Zeuge
- 2011–2012: Die Lottosieger (Fernsehserie, 6 Episoden)
- 2013: Zweisitzrakete
- 2013: Janus (Fernsehserie)
- 2018–2019: CopStories (Fernsehserie, 14 Episoden + Spielfilm)
- 2021: Die Toten von Salzburg – Treibgut (Fernsehreihe)
- 2021: Letzter Gipfel (Fernsehfilm)